# Anna Lee (Schauspielerin)
Anna Lee (* 2. Januar 1913 in Ightham, Kent, England; † 14. Mai 2004 in Beverly Hills, Kalifornien; eigentlich Joan Boniface Winnifrith) war eine britisch-US-amerikanische Schauspielerin.

## Leben und Karriere
Anna Lees Vater war Pfarrer an der St.-Peters-Kirche in ihrem Heimatdorf Ightham. Sie war das Patenkind des Sherlock Holmes-Autors Sir Arthur Conan Doyle und der Schauspielerin Dame Sybil Thorndike. Mit 17 Jahren begann Anna Lee ihre Ausbildung zur Schauspielerin, nachdem sie an der Londoner Central School of Speech and Training and Dramatic Art als Studentin aufgenommen wurde.  Nach Abschluss des Studiums wurde sie Mitglied des Ensembles des London Repertory Theater.
Ihren ersten Film Ebb Tide drehte Lee 19-jährig im Jahr 1932. Drei Jahre später unterschrieb sie einen Studiovertrag mit Gaumont British und stand bis 1939 für mehr als ein Dutzend Filme vor der Kamera. Die blonde, gutaussehende Schauspielerin wurde dabei zu einer beliebten Schauspielerin des britischen Kinos dieser Zeit. 1939 verließ sie England und zog in die Vereinigten Staaten, wo sie ihre Filmkarriere in Hollywood fortsetzte. Vor allem in der ersten Hälfte der 1940er-Jahre erhielt sie auch hier Hauptrollen, etwa neben Ronald Colman in der Filmkomödie My Life with Caroline (1941), an der Seite von John Wayne im Kriegsfilm Unternehmen Tigersprung (1942) oder in Fritz Langs Anti-Nazi-Thriller Auch Henker sterben (1943).
In ihrem dritten amerikanischen Film, dem oscarprämierten Drama How Green Was My Valley von 1941, spielte Lee unter Regie von John Ford eine ihrer bekanntesten Rollen als junge Ehefrau Bronwyn. Insgesamt trat sie in den folgenden 25 Jahren in acht Filmen von John Ford auf, bis zu dessen letztem Film Sieben Frauen von 1966. Im Zweiten Weltkrieg unterbrach Anna Lee zeitweise ihre Filmkarriere. Sie stand für die alliierten Truppen in Zentral-, Nord- und Ostafrika, im Iran und Sizilien auf der Bühne und hatte einen so durchschlagenden Erfolg, dass General George S. Patton sie in den folgenden Monaten zu Auftritten in Kriegs-Lazaretten des gesamten Mittelmeerraums schickte.
In der Nachkriegszeit spielte Anna Lee in dem Val-Lewton-Horrorfilm Bedlam (1946) neben Boris Karloff die zweite Hauptrolle, aber insgesamt ließ die Qualität der Filmangebote nach. Auch widmete sie sich vermehrt der Erziehung ihrer Kinder. Karriereschädigend war, dass sie in der McCarthy-Ära kurzzeitig auf eine Schwarze Liste als angebliche Kommunistin kam – laut Lee ein Versehen aufgrund einer Namensähnlichkeit mit einer anderen Schauspielerin. 1950 zog sie nach New York, um für das Fernsehen zu arbeiten. Eine ihrer ersten Arbeiten beim Fernsehen war eine live gesendete wöchentliche Show namens A Date with Judy, in der sie vier Jahre lang auftrat. Erst ab Ende der 1950er-Jahre war sie wieder im Kino zu sehen, nun aber nur noch in Nebenrollen. Sie spielte unter anderem die Ehefrau der Titelfigur in John Fords Chefinspektor Gideon (1958), die Nachbarin der beiden verfeindeten Schwestern in dem Thriller Was geschah wirklich mit Baby Jane? (1962) sowie eine der Nonnen im weltweit erfolgreichen Musicalfilm Meine Lieder – meine Träume (1965). Ebenfalls übernahm sie Gastrollen in diversen Serien wie 77 Sunset Strip, Perry Mason, Rauchende Colts oder Die Straßen von San Francisco.
Ihre wichtigste Fernsehrolle hatte sie in der US-Seifenoper General Hospital, in der sie von 1978 bis kurz vor ihrem Tod regelmäßig die Figur der wohlhabenden Matriarchin Lila Quartermaine darstellte. Ein Autounfall führte Anfang der 1980er-Jahre bei Anna Lee zu einer Querschnittslähmung, doch die fortan auf den Rollstuhl angewiesene Schauspielerin machte nichtsdestotrotz weiter und bekannte die Absicht, bis zu ihrem Tod arbeiten zu wollen. 2003 wurde inzwischen 90-jährigen Lee mit ihrer Figur gegen ihren Willen aus General Hospital weitgehend herausgeschrieben. Fanproteste führten nach einiger Zeit zu einer Rücknahme der Entscheidung, allerdings war Lee zu diesem Zeitpunkt zu krank, um noch einmal vor die Kamera treten zu können. Insgesamt umfasst Anna Lees filmisches Schaffen mehr als 125 Film- und Fernsehproduktionen zwischen 1932 und 2003.
Lee starb im Mai 2004 im Alter von 91 Jahren an einer Lungenentzündung. Sie war von 1937 bis 1944 mit dem Regisseur Robert Stevenson, von 1944 bis 1964 mit dem Piloten George Stafford und von 1970 bis zu seinem Tod 1985 mit dem Schriftsteller Robert Nathan verheiratet. Sie war Mutter von fünf Kindern, die Tochter Venetia Stevenson und der Sohn Jeffrey Byron waren bzw. sind ebenfalls Schauspieler. In ihrer Freizeit beschäftigte sie sich mit Stickerei und dem Sammeln von Antiquitäten. Außerdem war die Schauspielerin aktiv in der Naturschutz-Organisation Royal Oak Foundation of California tätig.

## Auszeichnungen
- 1983: Soapy Award für ihre Rolle in General Hospital
- 1988: Soap Opera Digest Award für ihre Rolle in General Hospital
- 1993: Stern auf dem Hollywood Walk of Fame[6]

1983 wurde die Künstlerin von Königin Elisabeth II. im Buckingham-Palast als Member des Order of the British Empire (MBE) ausgezeichnet.

## Filmografie (Auswahl)

### Kino
- 1932: Ebb Tide
- 1932: Die vergessene Melodie (Say It with Music)
- 1935: The Passing of the Third Floor Back
- 1936: Der Mann, der sein Gehirn austauschte (The Man Who Changed His Mind)
- 1937: King Solomon’s Mines
- 1940: Das Haus der sieben Sünden (Seven Sinners)
- 1941: My Life With Caroline
- 1941: Schlagende Wetter (How Green Was My Valley)
- 1942: Unternehmen Tigersprung (Flying Tigers)
- 1942: Commandos Strike at Dawn
- 1943: Auf ewig und drei Tage (Forever and a Day)
- 1943: Auch Henker sterben (Hangmen Also Die!)
- 1943: Das zweite Gesicht (Flesh and Fantasy)
- 1944: Sommerstürme (Summer Storm)
- 1946: Bedlam
- 1947: Ein Gespenst auf Freiersfüßen (The Ghost and Mrs. Muir)
- 1948: Bis zum letzten Mann (Fort Apache)
- 1958: Chefinspektor Gideon (Gideon’s Day)
- 1958: Das letzte Hurra (The Last Hurrah)
- 1959: Jet Over the Atlantic
- 1959: Der letzte Befehl (The Horse Soldiers)
- 1959: Diese Erde ist mein (This Earth Is Mine)
- 1960: Vom Dritten keine Spur (The Big Night)
- 1961: Zwei ritten zusammen (Two Rode Together)
- 1962: Der Mann, der Liberty Valance erschoß (The Man Who Shot Liberty Valance)
- 1962: Der Herrscher von Cornwall (Jack the Giant Killer)
- 1962: Was geschah wirklich mit Baby Jane? (What Ever Happened to Baby Jane?)
- 1963: Der Preis (The Prize)
- 1964: Goldgräber-Molly (The Unsinkable Molly Brown)
- 1965: Meine Lieder – meine Träume (The Sound of Music)
- 1965: Sieben Frauen (7 Women)
- 1966: Das Kabinett der blutigen Hände (Picture Mommy Dead)
- 1967: Derek Flint – hart wie Feuerstein (In Like Flint)
- 1968: Star!
- 1987: Was vom Leben übrigbleibt (The Right Hand Man)
- 1989: Die große Herausforderung (Listen to Me)
- 1989: Beverly Hills Brats
- 1994: What Can I Do?

### Fernsehen
- 1956: The Charles Farrell Show (4 Folgen)
- 1958: Peter Gunn (1 Folge)
- 1959/1960: Ihr Star: Loretta Young (Letter to Loretta, 2 Folgen)
- 1959/1960: Hawaiian Eye (2 Folgen)
- 1961: Maverick (1 Folge)
- 1962: 77 Sunset Strip (1 Folge)
- 1962: Perry Mason (1 Folge)
- 1963: Dr. Kildare (Fernsehserie, 1 Folge)
- 1963: Alfred Hitchcock zeigt (The Alfred Hitchcock Hour, 1 Folge)
- 1965: Daniel Boone (1 Folge)
- 1966: Meine drei Söhne (My Three Sons, 1 Folge)
- 1967: Lieber Onkel Bill (Family Affair, 1 Folge)
- 1967: Rauchende Colts (Gunsmoke, 1 Folge)
- 1968/1974: Mannix (2 Folgen)
- 1970: Kobra, übernehmen Sie (Mission: Impossible, 1 Folge)
- 1970: The Bold Ones: The Senator (1 Folge)
- 1973: Owen Marshall – Strafverteidiger (Owen Marshall: Counselor at Law, 1 Folge)
- 1973: Die Straßen von San Francisco (The Streets of San Francisco, 1 Folge)
- 1973: FBI (The F.B.I., 2 Folgen)
- 1976: Eleanor and Franklin (Miniserie, 2 Folgen)
- 1977: Eleanor and Franklin: The White House Years (Fernsehfilm)
- 1979: B.J. und der Bär (B. J. and the Bear, 1 Folge)
- 1979–2003: General Hospital (Daily Soap, regelmäßige Mitwirkung)
- 2000: Port Charles (1 Folge)